# Vysoká (Chrastava)
Vysoká je osada, část města Chrastava v okrese Liberec. Nachází se dva kilometry severovýchodně od Chrastavy. Vysoká leží v katastrálním území Horní Chrastava o výměře 5,29 km².

## Historie
První písemná zmínka o vesnici pochází z roku 1549.

## Další fotografie

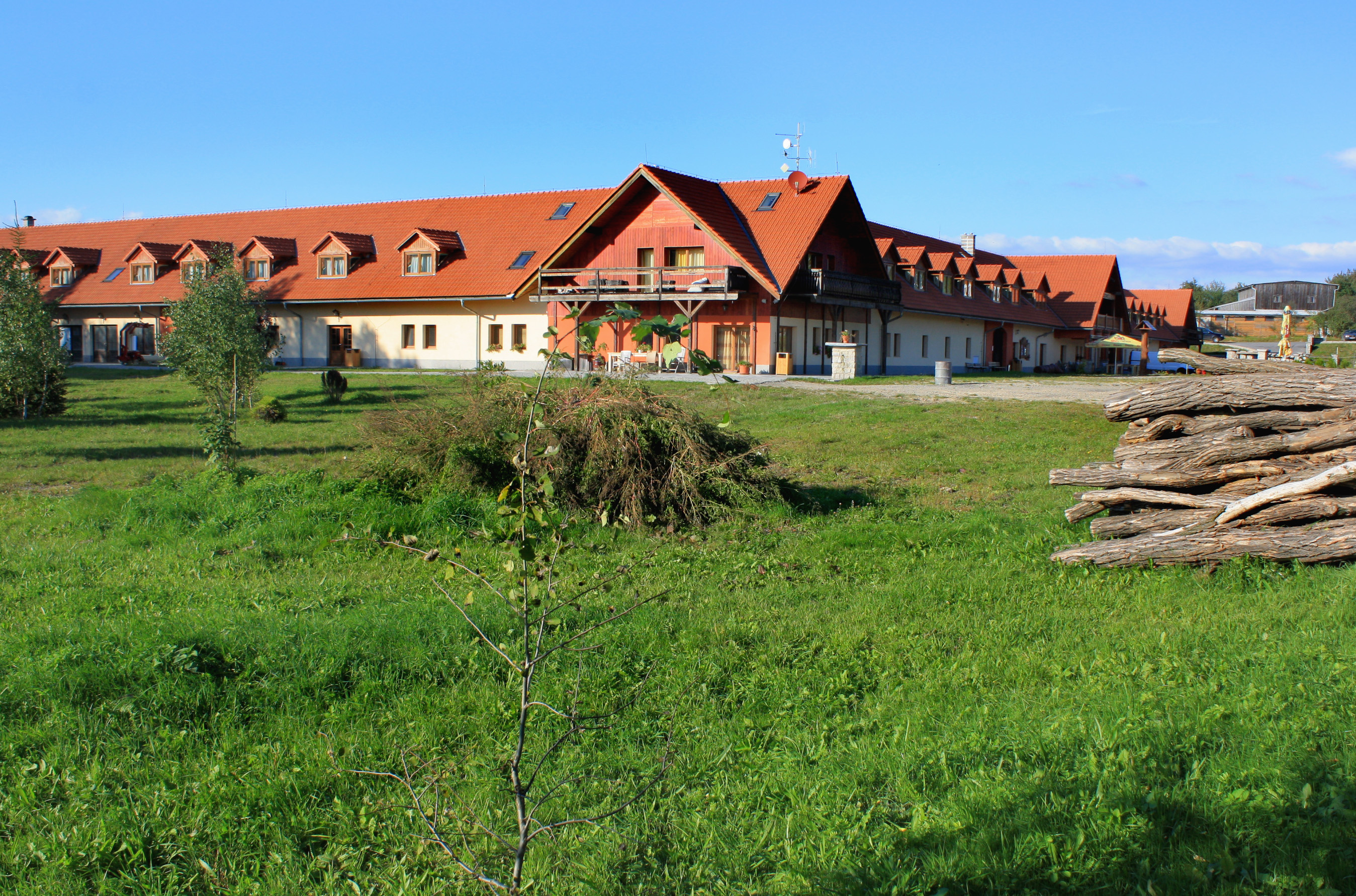
Farma s hotelem
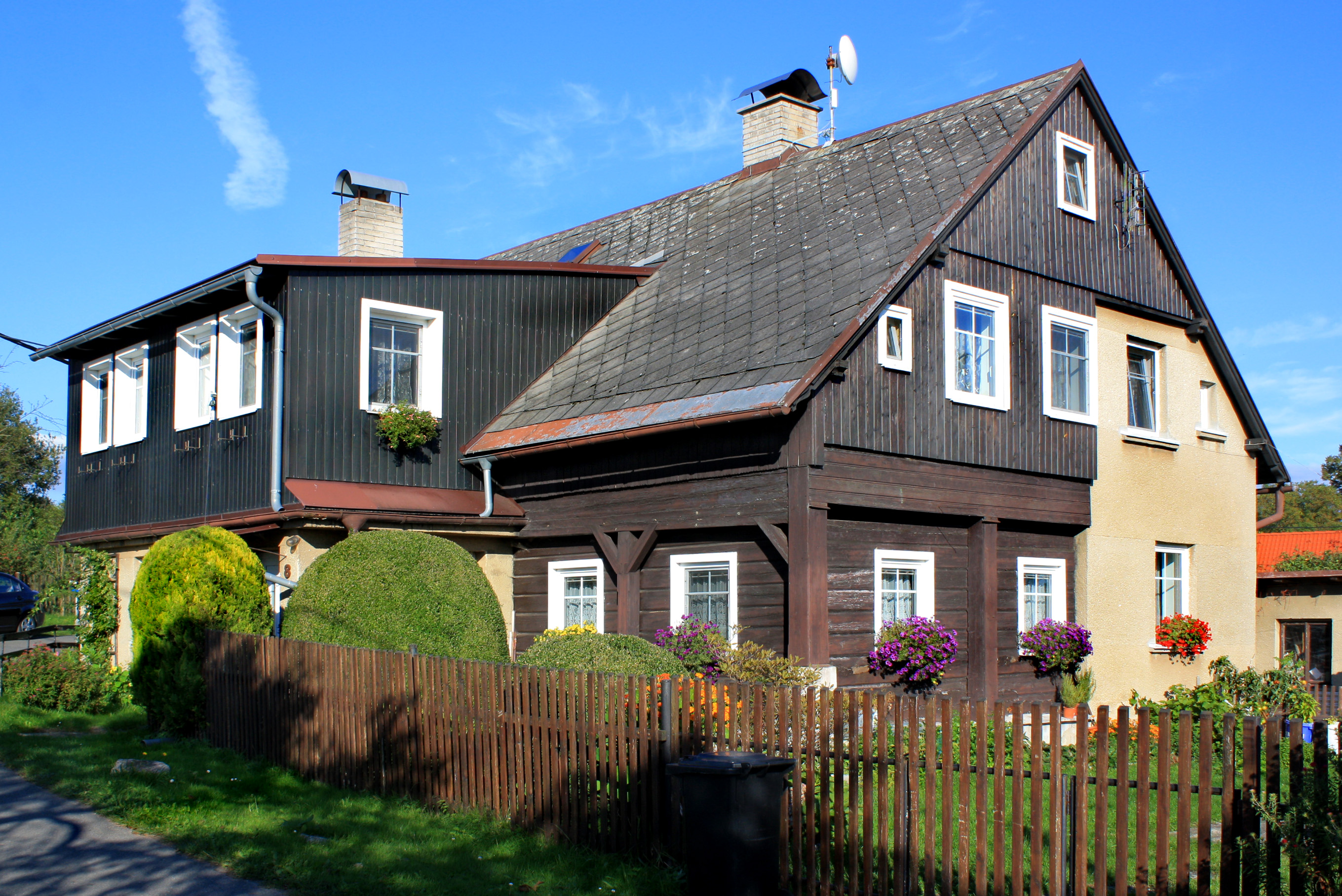
Opravená chalupa
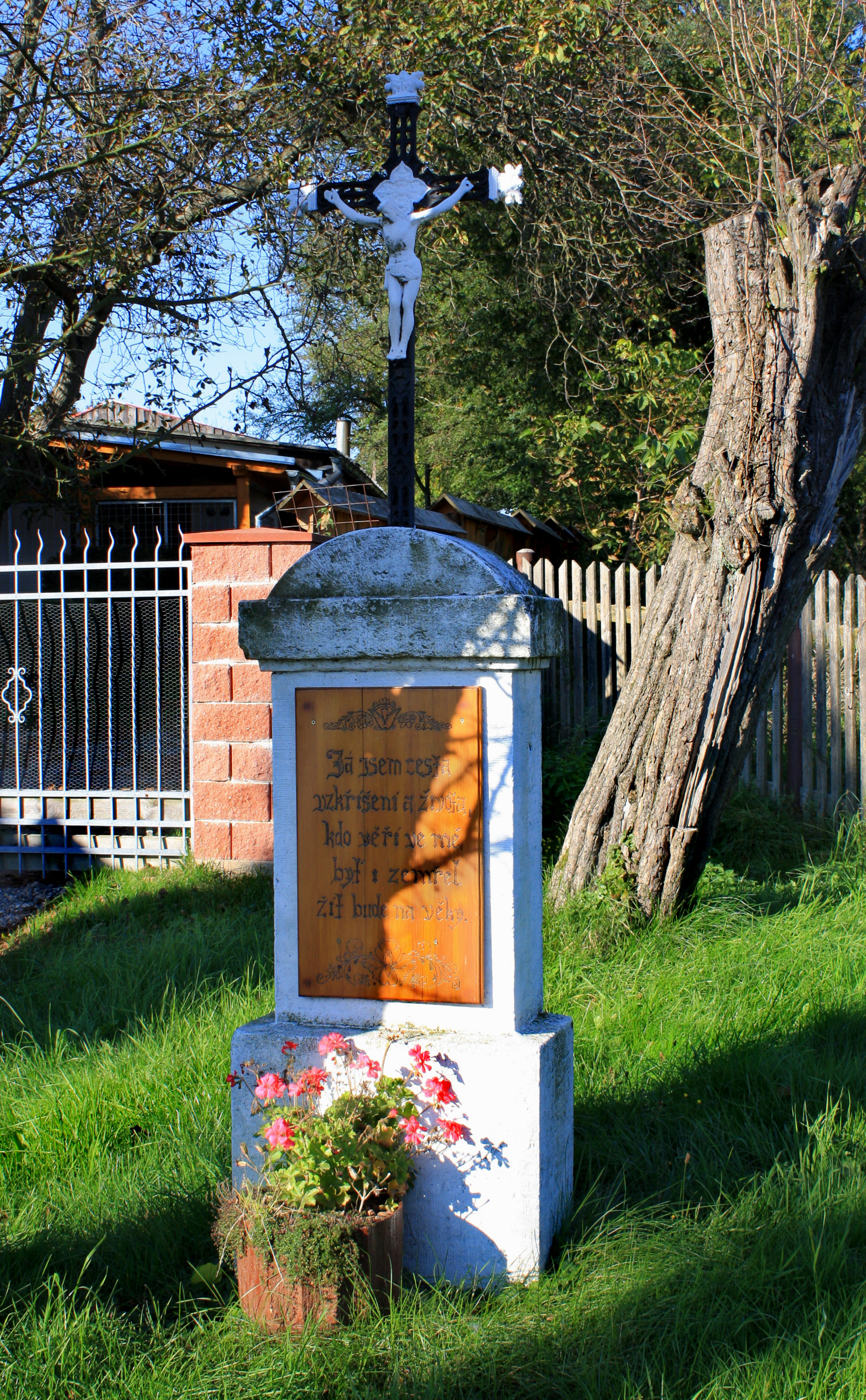
Křížek u silnice